# تناجر زمردي
تناجر زمردي (الاسم العلمي: Tangara florida)، هو نوع من الطيور يتبع فصيلة التناجر ضمن رتبة العصفوريات.